# Západní Kordillera (Peru)
 Západní Kordillera, španělsky Cordillera Occidental, je rozsáhlé horské pásmo And, které od severu k jihu prochází celým Peru.
Rozkládá se podél pobřeží Tichého oceánu v délce okolo 1 700 kilometrů. Nejvyšší horou Západní Kordillery je Huascarán, nejvyšší hora Peru i tropických And.
Západní Kordillera se skládá z dalších přibližně deseti pohoří. Nejvíce známé a nejvyšší jsou Cordillera Blanca a Cordillera Huayhuash.

## Geografie
Na severu Západních Kordiller se nachází silně zaledněná Cordillera Blanca, kterou odděluje údolí řeky Santa od nižší a sušší Cordillery Negra. Dále směrem na jih podél pobřeží, již ve střední části Peru, se rozkládají Cordillera de Huanzo (5 270 m) a vysoká zaledněná Cordillera Huayhuash (6 635 m). Jižní část Západní Kordillery je známá sopečnou činností aktivních vulkánů Tacora (5 980 m), Misti (5 822 m) a Ubinas (5 672 m). Nachází se zde také nejvyšší vulkány Peru, vyhaslé Coropuna (6 377 m), Ampato (6 288 m) a Chachani (6 057 m). V pohoří Cordillera de Chilla erozní činností vznikly jedny z nejhlubších kaňonů na světě: kaňon Colca a kaňon Cotahuasi s hloubkou 3 200 a 3 500 metrů.